# Helene Schjerfbeck
Helene Sofia Schjerfbeck (Helsinki, 10 luglio 1862 – Saltsjöbaden, 23 gennaio 1946) è stata una pittrice finlandese.
Il suo stile, spesso cambiato durante la sua vita, è stato definito come realista, romantico, impressionista, simbolista ed espressionista e addirittura astratto. È conosciuta soprattutto per i suoi autoritratti.

## Biografia

### Infanzia
Helene Schjerfbeck nasce a Helsinki nella famiglia di Svante Schjerfbeck e Olga Johanna Schjerfbeck. All'età di quattro anni la sua vita viene segnata da un incidente, quando cade da una scaletta e si frattura l'anca. Non si riprenderà mai completamente e zoppicherà per il resto della sua vita. Non può quindi andare a scuola e ha invece tempo per disegnare, dipingere e sviluppare il suo talento artistico.

### Anni di studio e viaggi
Bambina prodigio, nel 1873, a soli 11 anni, cinque anni più giovane degli altri allievi, si iscrive alla scuola di disegno della Società d'Arte Finlandese.

Nel 1876 suo padre muore di tubercolosi e la situazione economica della famiglia diventa difficile. Tuttavia Helene riesce a continuare gli studi, grazie al sostegno di insegnanti che credono nel suo talento. Il professor G. Asp le paga la retta dell'accademia privata di Adolf von Becker, dove ella impara le tecniche francesi della pittura .
Verso la fine del decennio Helene, ancora giovane, comincia a diventare famosa in ambito finlandese. Nel 1879 vince un premio in una competizione organizzata dalla Società d'Arte Finlandese e nel 1880 partecipa a una mostra promossa dalla medesima società. Lo stesso anno riceve anche una borsa di studio dal Senato Imperiale russo per viaggiare. Parte così per Parigi assieme all'amica Helena Westermarck.
A Parigi Helene entra in contatto con le correnti artistiche internazionali e le opere di artisti famosi, come Pierre Puvis de Chavannes, Édouard Manet e Paul Cézanne. La giovane artista si fa pubblicità partecipando a mostre, vendendo le sue opere quando possibile e lavorando come illustratrice.
Da Parigi si reca anche a Firenze, Praga, San Pietroburgo, in Bretagna a Pont-Aven e in altri luoghi di particolare interesse artistico.
Al suo rientro in Francia studia presso la "Scuola di pittura per signore" di Madame Trélat de Vigny, con Léon Bonnat e Jean-Léon Gérôme.
Nel 1881 si iscrive all'Académie Colarossi, dove insegnano, tra gli altri, Raphaël Collin (1850-1916) e Gustave Courtois (1852-1924), e si reca in Bretagna con altre due pittrici, Marianne Stokes (1855-1927) e Maria Wiik (1853-1928). In Bretagna conosce un pittore inglese con il quale si fidanza per breve tempo. Il fidanzamento infatti finisce nel 1885. All'Expo di Parigi del 1900 riceve una medaglia di bronzo per il dipinto "Convalescente". Soggiornerà a lungo anche in Cornovaglia dove avrà ospiti Marianne Stokes e suo marito, il pittore inglese Adrian Scott Stokes.

### Anni di lavoro
Nel 1890, quando si riaffacciano problemi di salute e la sua situazione economica diventa più difficile, Schjerfbeck torna in Finlandia e comincia ad insegnare alla scuola di disegno della Società d'Arte Finlandese. Ma dopo due anni i problemi di salute diventano così gravi da non permetterle più di insegnare. Si trasferisce quindi a Hyvinkää dove abita con la vecchia madre.
A Hyvinkää, però, Helene rimane fuori dalla vita artistica finlandese, e pertanto si affida ad una fitta corrispondenza con i suoi numerosi contatti che le inviano riviste d'arte e libri. In essi ella può osservare riproduzioni di quadri in bianco e nero. Conosce così, per esempio, l'opera di Vincent van Gogh e di Pablo Picasso.
Ma nel 1917 Helene viene "riscoperta" da Gösta Stenman, che organizza la sua prima mostra personale e diverse esposizioni in Svezia. Ed è grazie all'entusiasmo di Stenman che ella trova un suo spazio nel mondo dell'arte, dominato dagli uomini. Dopo aver raggiunto finalmente una condizione professionale stabile, Helene continua a lavorare, diviene abbastanza famosa e gode di guadagni sicuri per la prima volta nella sua vita.
Helene Schjerfbeck trascorre i suoi ultimi anni in Svezia, dove si trasferisce nel 1944 e dove muore nel 1946 a ottantatré anni.

## Galleria d'immagini

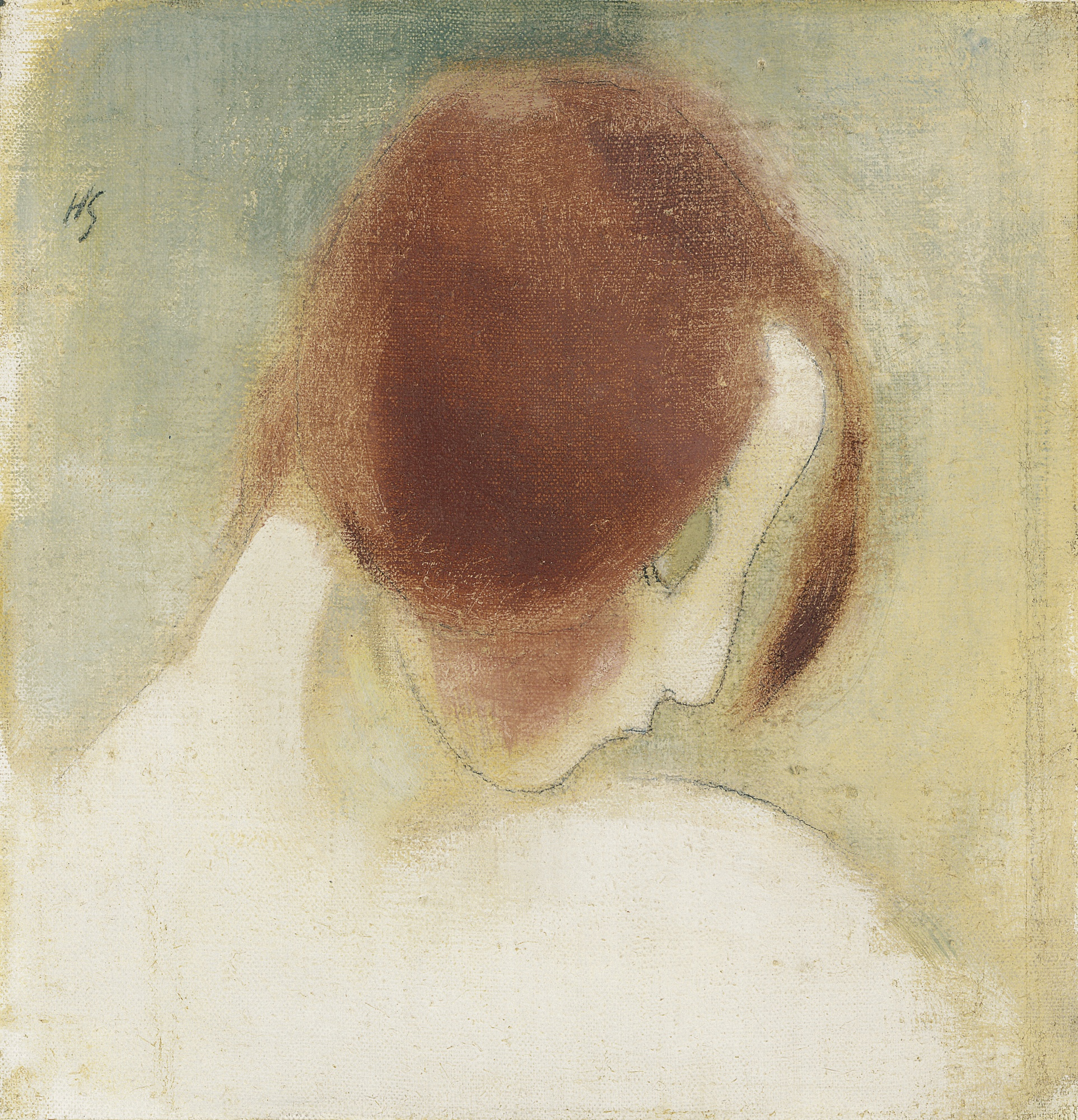
La ragazza dai capelli rossi, 1915
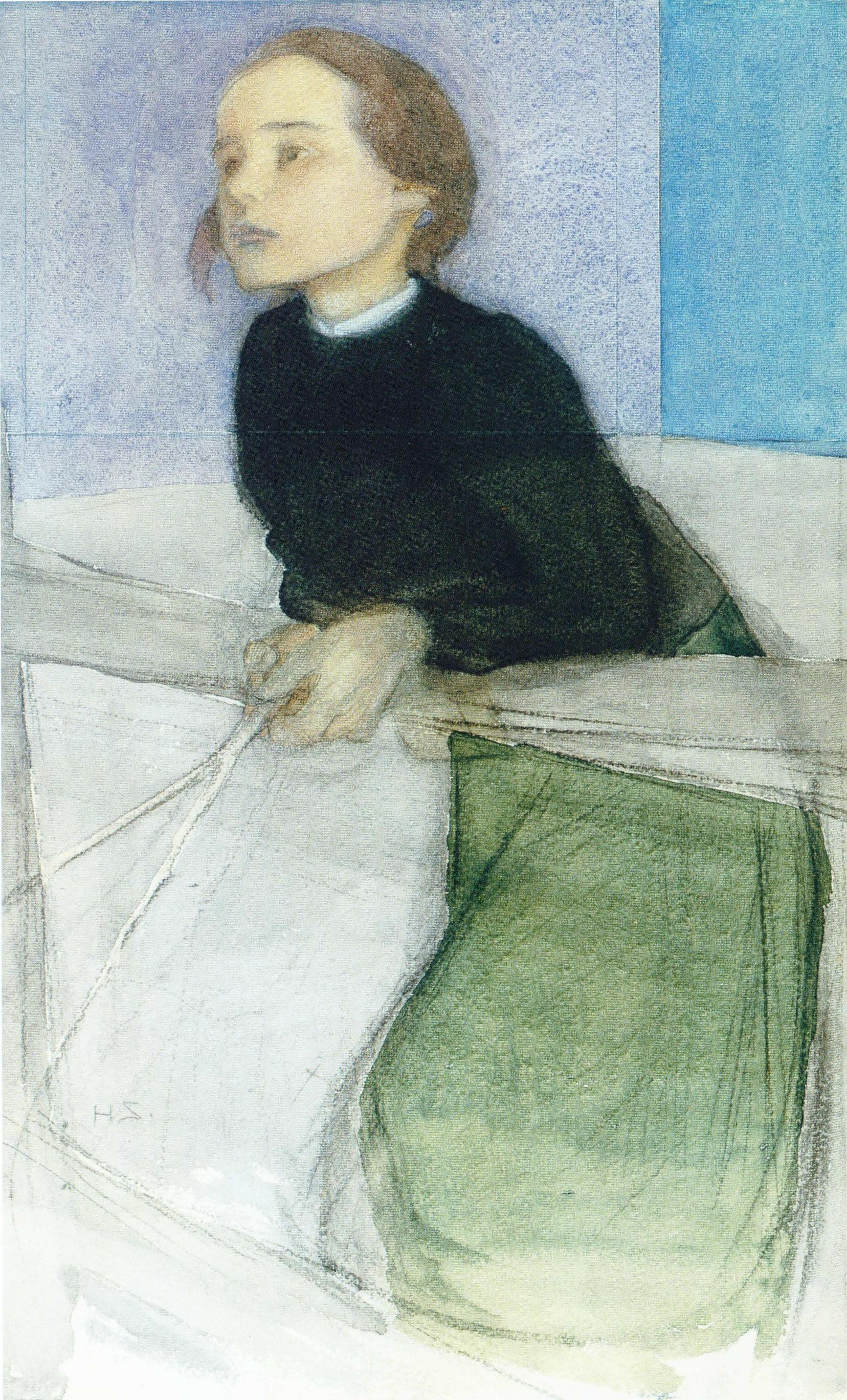
La ragazza sfuggita, 1917
Bambina col nastro blu, 1943
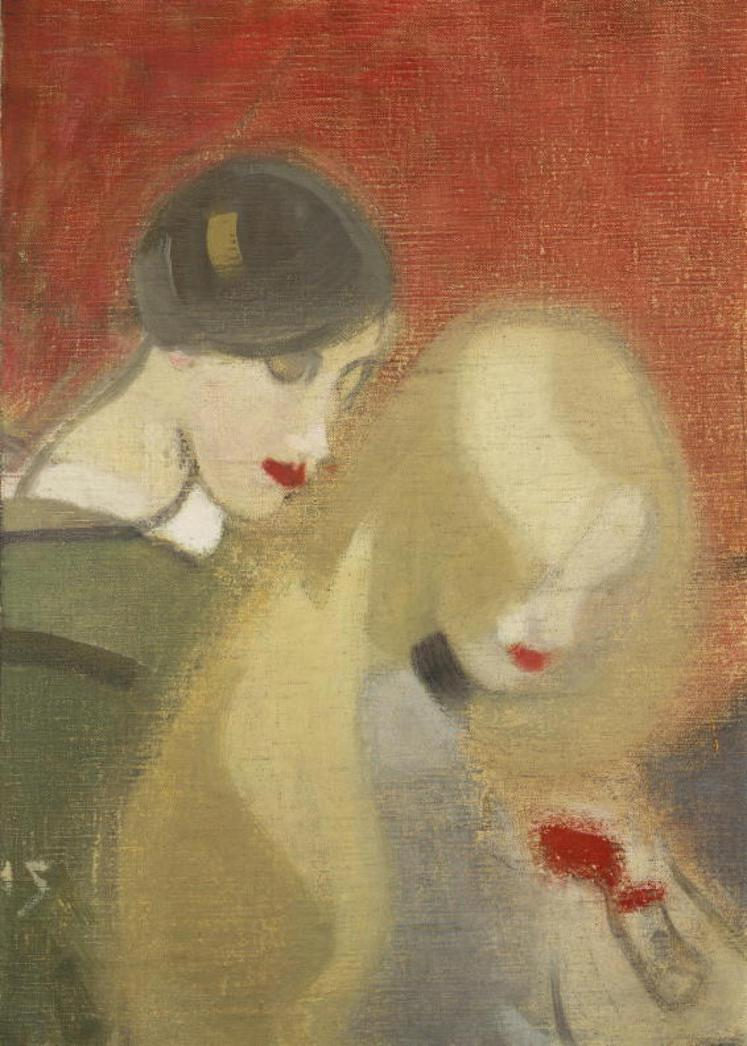
L'eredità di famiglia, 1916
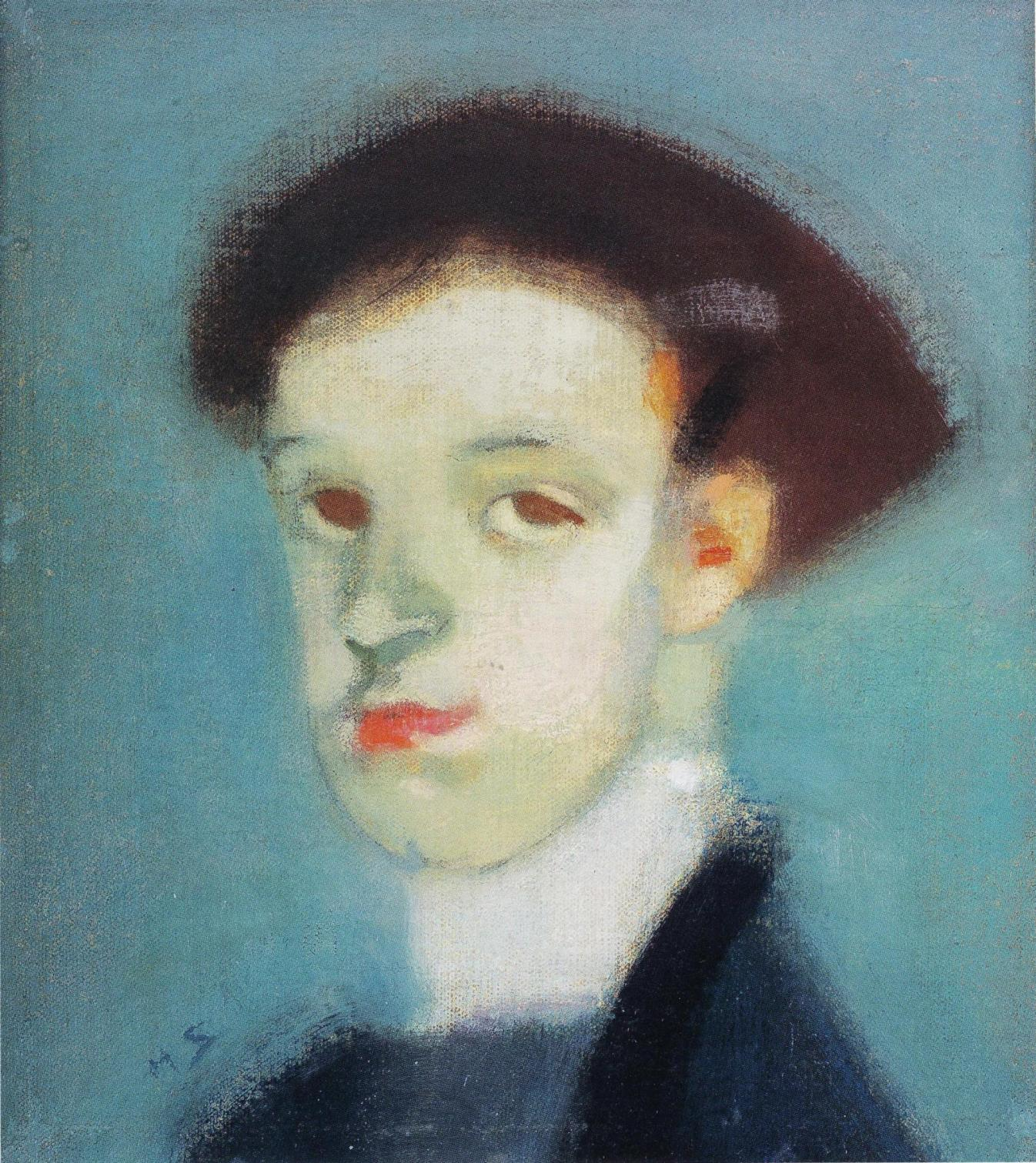
Il cantante verde, c.1900

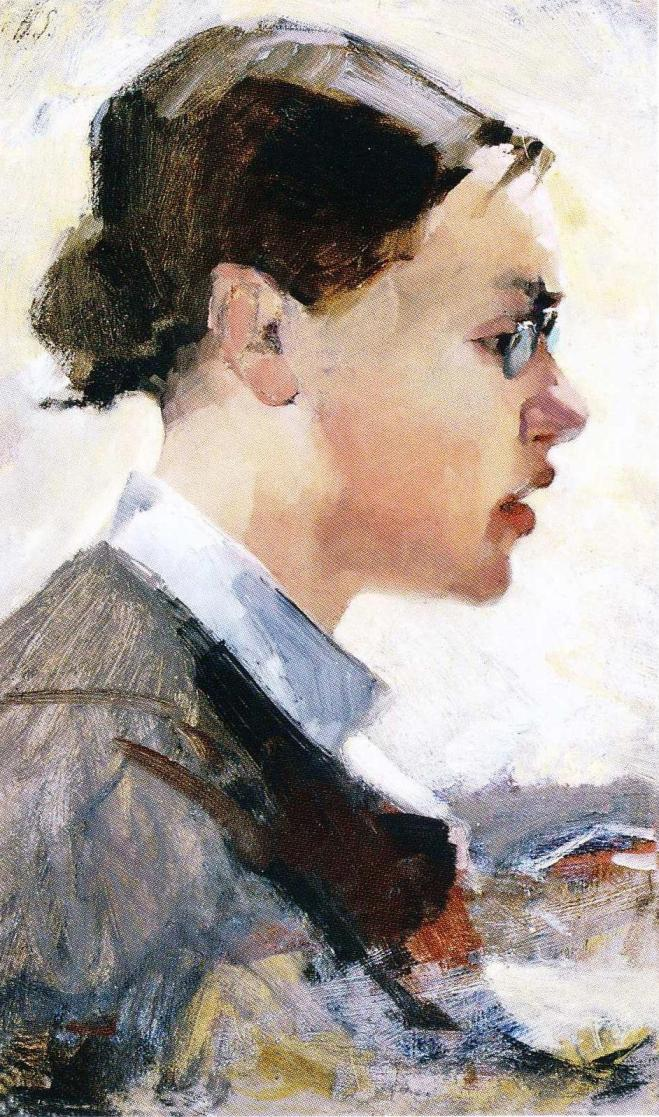
Helena Westermark, 1884
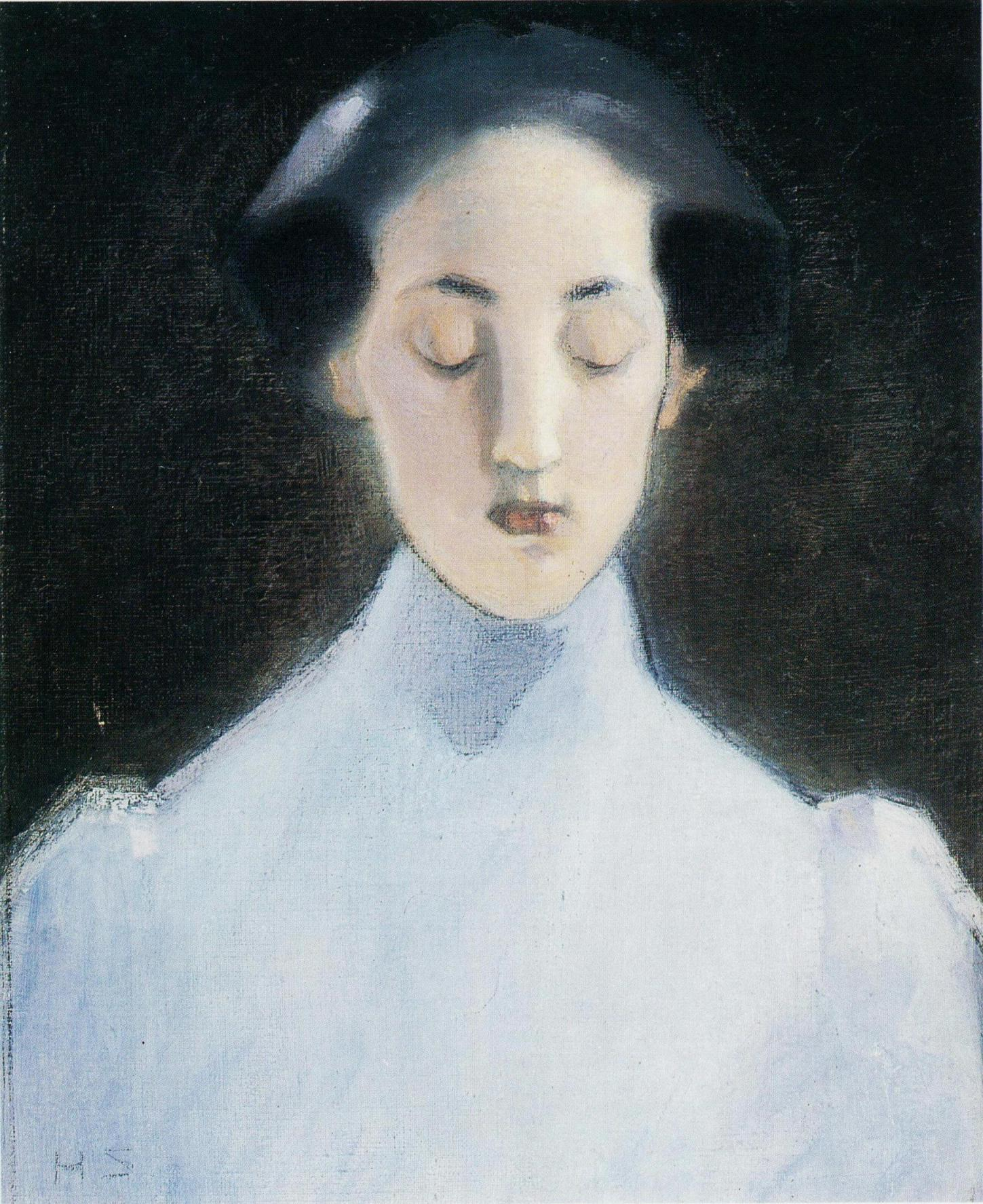
Silenzio, 1907
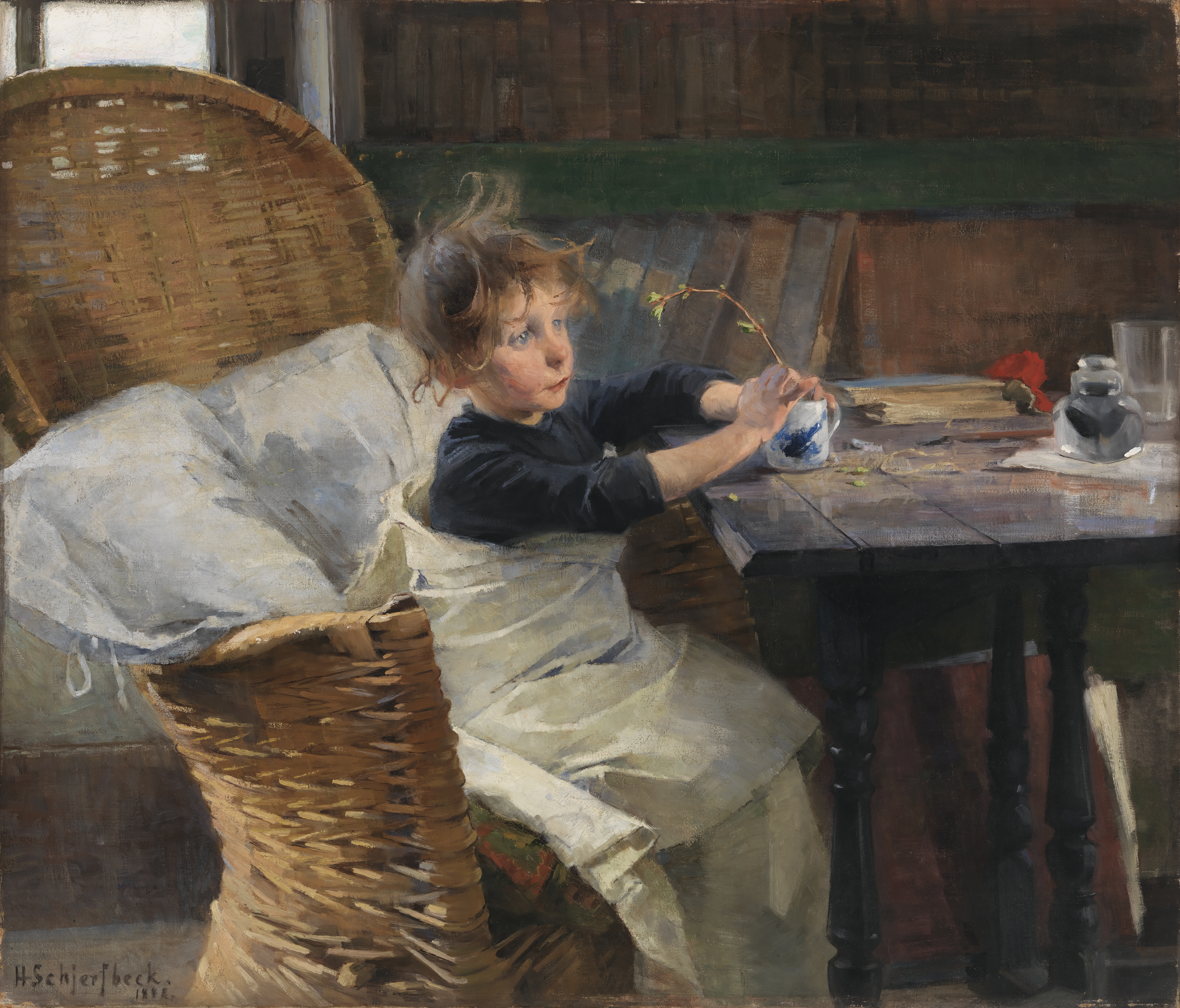
Convalescenza, 1888
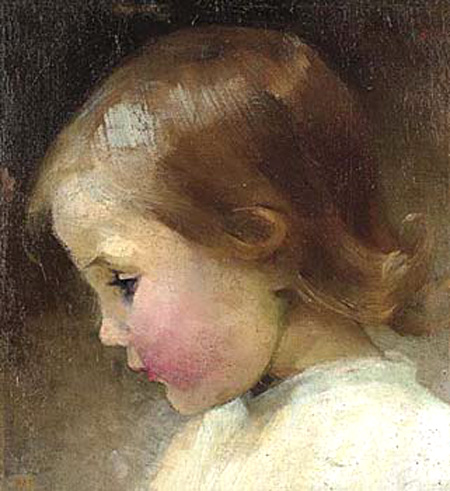
Profilo di bambina, 1887
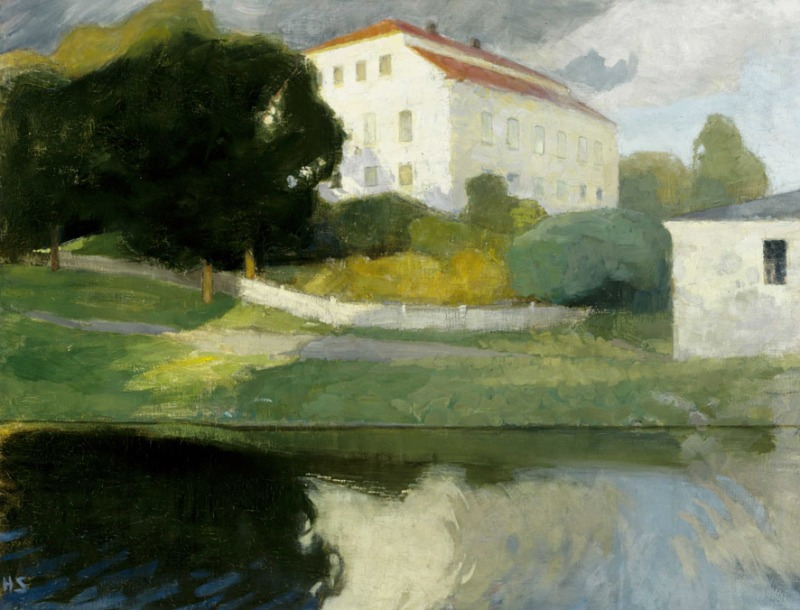
Il vecchio maniero, 1901

## L'opera
Durante il soggiorno parigino Schjerfbeck si distanzia dal romanticismo nazionale dei colleghi scandinavi ed acquisisce un'identità artistica propria. A Hyvinkää continua a sviluppare il suo stile in una direzione più attuale.
Le sue opere sono raffigurazioni della vita semplice dei bambini e delle donne. Dipinge spesso donne che stanno lavorando o sono perse nei loro pensieri. Come modelle usa sua madre e altre persone a lei vicine. Usa anche le fotografie come fonte d'ispirazione.
 
Dipinge anche paesaggi della natura circostante, interni e nature morte. Ma la parte più nota della sua opera è comunque la sequenza di autoritratti che ha il suo culmine nella serie di autoanalisi opportunamente sintetizzate. La scelta di usare il proprio viso come punto di partenza per l'arte non è frutto di narcisismo ma, come ella spiega ad un amico in una lettera, quando uno ha poche forze per lavorare è comodo dipingere autoritratti, perché così la modella è sempre disponibile.
Negli autoritratti ella analizza il suo declino fisico e il suo invecchiamento in un modo che assomiglia all'opera di Frida Kahlo. A differenza della Kahlo, però, le opere di Helene Schjerfbeck non contengono riferimenti alla sua disabilità fisica. Esse, infatti, non riflettono solo la condizione esteriore dell'artista, ma soprattutto i suoi stati d'animo e la paura della morte. Nel modo in cui l'artista li analizza si potrebbe intravedere l'influenza della psicoanalisi.

### Autoritratti

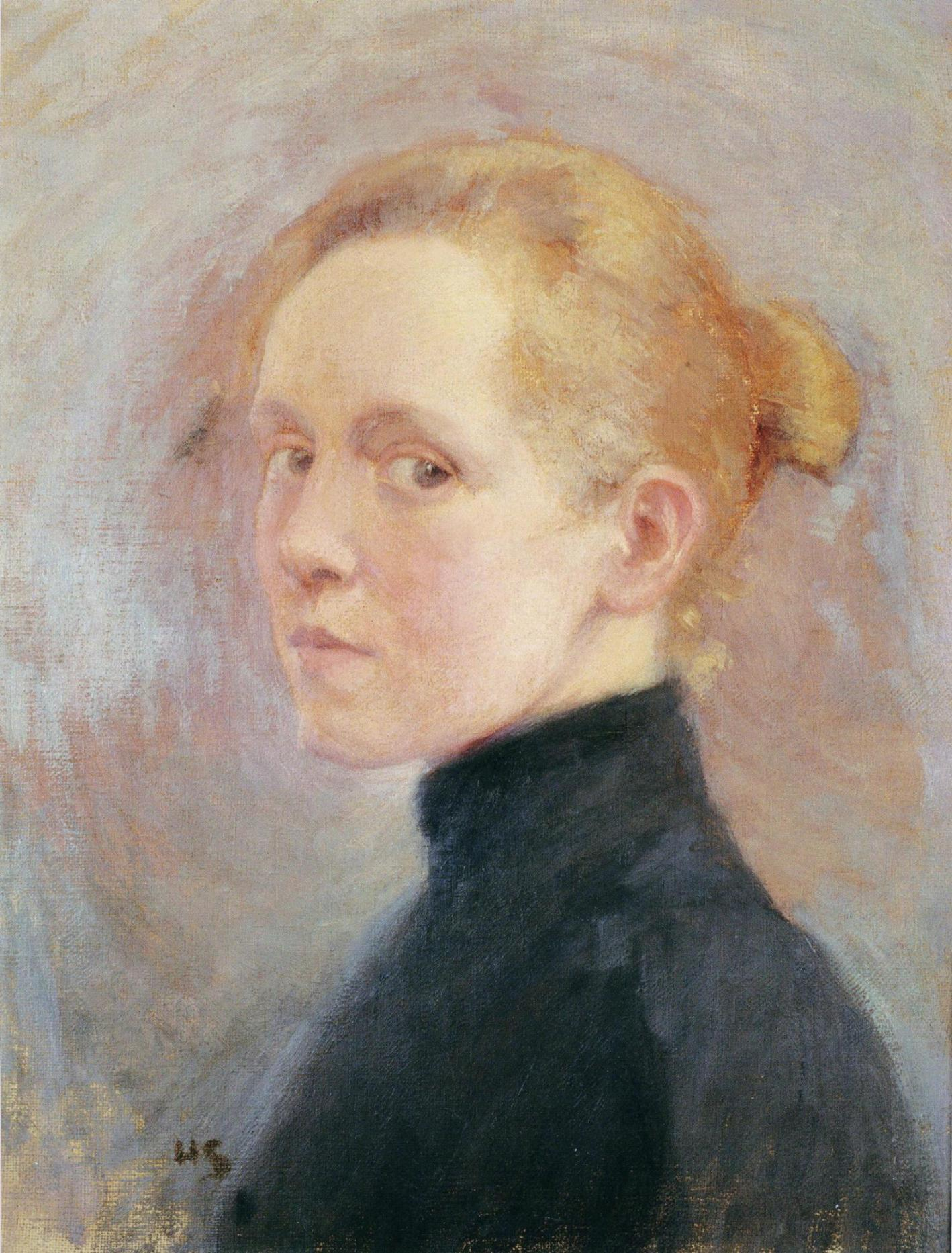
1895
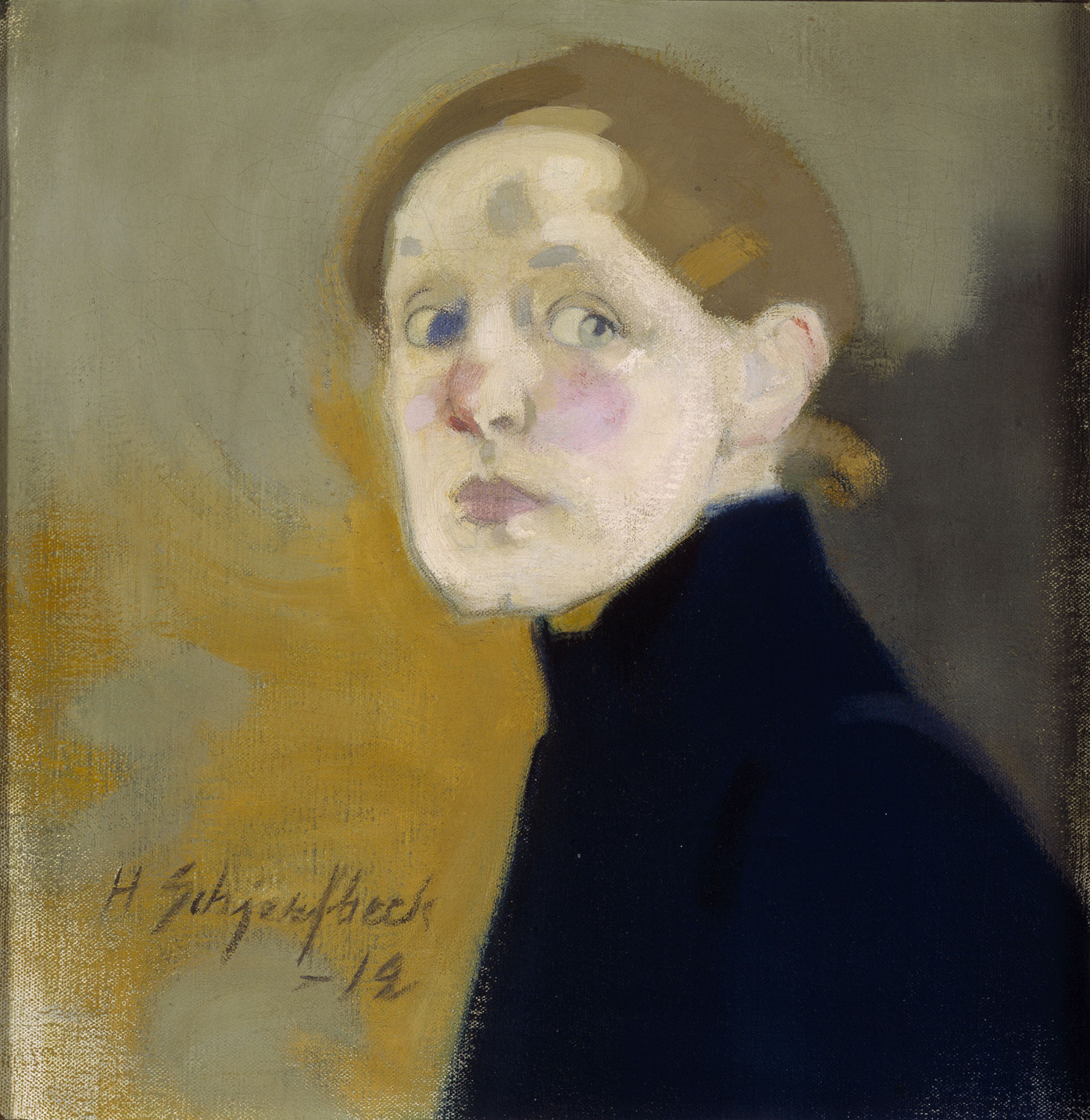
1912
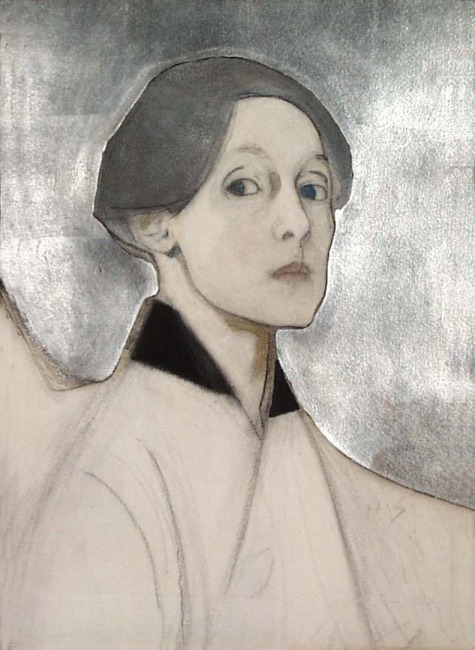
1915
1939
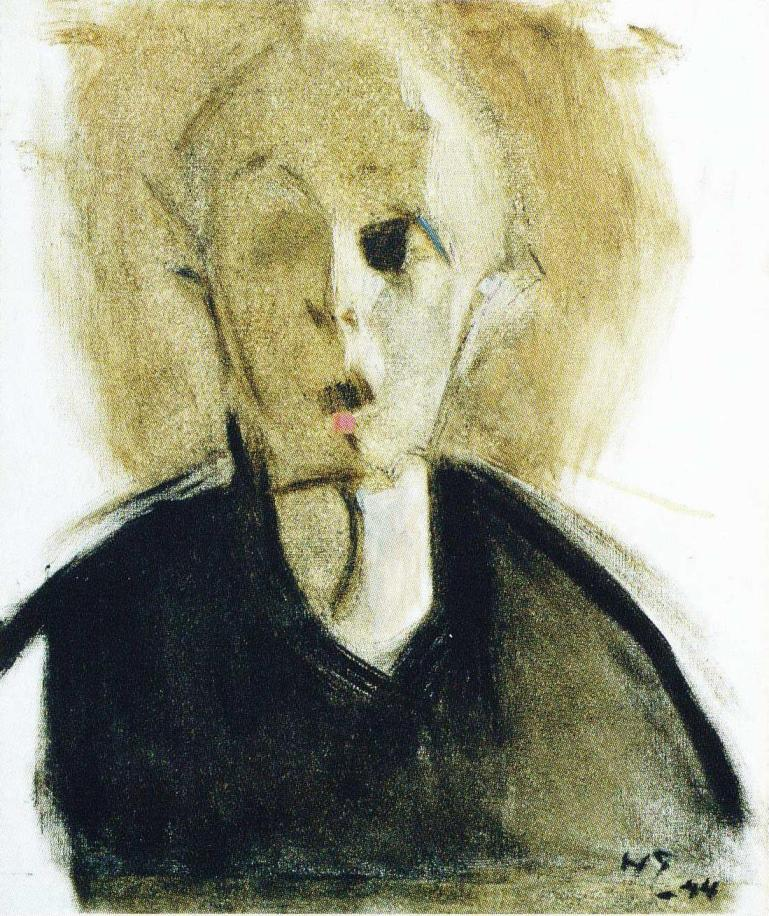
1944
1945

## Riconoscimenti

Moneta dedicata a Helene Schjerfbeck

Nel 2012, la zecca finlandese ha deciso di commemorare i centocinquanta anni dalla sua nascita coniando una moneta commemorativa da 2 Euro.